# Marvel Comics
Marvel Comics – amerykańskie wydawnictwo komiksowe należące do Marvel Entertainment, jednej z filii The Walt Disney Company. Wydawnictwo wydaje komiksy o przygodach takich bohaterów jak: Kapitan Ameryka, Iron Man, Spider-Man, Hulk, Punisher, Daredevil, Fantastyczna Czwórka, Avengers, Blade czy grupa X-Men.
W Polsce tłumaczenia komiksów Marvela ukazują się od 1990 roku nakładem różnych wydawnictw (pierwszym z nich była oficyna TM-Semic) – początkowo w formie zeszytowych wydań kioskowych, a obecnie najczęściej w dystrybucji kioskowej i księgarskiej jako tomy zbiorcze zawierające po kilka numerów komiksów. Jedną z popularniejszych serii w Polsce jest Marvel Classic przedstawiające polskim czytelnikom ikoniczne tytuły.
Obecnie bohaterowie ci są coraz bardziej popularni dzięki częstym kinowym i telewizyjnym ekranizacjom komiksów, określanych wspólną nazwą Filmowe Uniwersum Marvela (oryg. Marvel Cinematic Universe).
Od 2006 roku Hasbro Entertainment posiada prawa do produkowania i dystrybucji zabawek z postaciami ze świata Marvela. Na podobnej zasadzie działa współpraca również z konkurencją obu firm (Marvel Comics i Hasbro) na linii DC Comics-Mattel.

## Imprintywydawnictwa Marvel Comics
- Epic i Icon - dwa imprinty, w których podstawową zasadą jest fakt, że prawa do wydawanych w nich komiksów zostają w rękach ich twórców, a nie wydawcy. Po upadku Epic, Icon zastąpił go na rynku.
- Marvel 2099 - Imprint, którego tytuły osadzone są w roku 2099 i mają pokazać, jak będą wyglądali sztandarowi superbohaterowie Marvela w przyszłości. Zamknięty.
- Marvel Adventures - Imprint wydający większość skierowanych do dzieci komiksów Marvela.
- Marvel Knights - Imprint wydaje komiksy z superbohaterami Marvela, poruszające jednak poważniejszą tematykę niż zwykłe komiksy tego wydawnictwa.
- Marvel Next - Zadaniem imprintu było stworzenie i wypromowanie nowych postaci, które przyciągnęłyby do Marvela nastoletnich czytelników. Zamknięty po zakończeniu zadania.
- MAX - MAX to linka, której komiksy są w całości przeznaczone dla dorosłych czytelników.
- MC2 - Komiksy z imprintu MC2 dzieją się w alternatywnej rzeczywistości, w której superbohaterowie usunęli się w cień, robiąc miejsce dla nowego pokolenia. Gwiazdą MC2 jest Spider-Girl, córka Spider-Mana.
- New Universe - Inna linia komiksów, dziejąca się w alternatywnej rzeczywistości. Miała na celu wypromować zupełnie nowych bohaterów, ale upadła z braku zainteresowania czytelników. W 2006 roku powstał komiks newuniversal opisujący uwspółcześnioną historię bohaterów z New Universe.
- Ultimate Marvel - Dawniej największy imprint Marvela, wydawane w nim komiksy pokazują uwspółcześnione wersje bohaterów tego wydawnictwa - odpowiada na pytanie, co by było, gdyby powstali oni w dzisiejszych czasach. Zamknięty w 2015, część postaci przeszła do głównego nurtu.
- Współpracują z Jillian Tamago